# Dwójmyślenie
Dwójmyślenie (ang. doublethink) – termin pochodzący z powieści George'a Orwella pt. Rok 1984, w nowomowie oznaczający demonstrowanie równoczesnej wiary w wiele poglądów sprzecznych pod względem logicznym. Stanowiła ścisły element angsocu i wiązała się ściśle z pojęciami takimi jak zmienność przeszłości, regulacja faktów, czarnobiał oraz negacja obiektywnej rzeczywistości.

Dwójmyślenie oznacza przede wszystkim wyznawanie dwóch sprzecznych poglądów i wierzenie w oba naraz. Partyjny inteligent wie, kiedy powinien zmienić swoje wspomnienia, a zatem w pełni się orientuje, że przekręca fakty; równocześnie jednak, dzięki dwójmyśleniu, święcie wierzy, iż prawda nie została pogwałcona. Proces ten musi być świadomy, gdyż inaczej brakowałoby mu precyzji, a zarazem bezwiedny, aby człowiek nie zdawał sobie sprawy z faktu dokonania fałszerstwa, bo to mogłoby wywołać w nim poczucie winy.

## Dwójmyślenie w powieści1984
Głównym celem dwójmyślenia w powieści Rok 1984 było uniemożliwienie obiektywnej oceny efektów działania Partii, a co za tym idzie — jakiejkolwiek skutecznej ich krytyki. Partia kontrolowała nie tylko historię (całościowa wymiana podręczników i publikacji historycznych), ale także język (cykliczna wymiana słowników nowomowy). Słowa płynnie zmieniały swoje znaczenie w zależności od bieżących potrzeb partii. Koronną demonstracją dwójmyślenia były trzy główne hasła Partii:

Wojna to pokój

Wolność to niewola

Ignorancja to siła

Główny bohater, Winston Smith, w niedostatecznym stopniu poddaje się masowej regulacji faktów, skąd wynika jego konflikt z systemem.

## Nawiązania do współczesności
Dystopia Orwella była nawiązaniem do komunistycznych reżimów totalitarnych. Według Arthura Koestlera oraz Leszka Kołakowskiego samo dwójmyślenie — nawiązaniem do dialektyki marksistowskiej. Dwójmyślenie w systemach totalitarnych umożliwiało arbitralne zmiany linii partii, akceptowanie porażek jako sukcesów, sojuszników jako wrogów, bohaterów jako zdrajców narodu itd.
Orwell wskazywał również dwójmyślenie w propagandzie nazistowskiej, w której pojęcie prawdy nie istnieje (jest relatywne), a jedynym organem uprawnionym do interpretacji faktów był Führer.
Końcowe sceny powieści 1984, w których Winston Smith jest poddawany torturom w celu wymuszenia odruchu dwójmyślenia (m.in. przez przyznanie, że 2+2=5), stanowią nawiązanie do technik przesłuchań i indoktrynacji stosowanych w państwach komunistycznych.